# Englische Cricket-Nationalmannschaft in Südafrika in der Saison 1964/65
Die Tour der englischen Cricket-Nationalmannschaft nach Südafrika in der Saison 1964/65 fand vom 4. Dezember 1964 bis zum 17. März 1965 statt. Die internationale Cricket-Tour war Bestandteil der Internationalen Cricket-Saison 1964/65 und umfasste fünf Tests. England gewann die Serie 1–0.

## Vorgeschichte
Für beide Mannschaften war es die erste Tour der Saison.
Das letzte Aufeinandertreffen der beiden Mannschaften bei einer Tour fand in der Saison 1960 in England statt.

## Stadien
Die folgenden Stadien wurden für die Tour als Austragungsort vorgesehen:
| Stadion                  | Stadt          | Kapazität | Spiele       |
| ------------------------ | -------------- | --------- | ------------ |
| Sahara Stadium Kingsmead | Durban         | 25.000    | 1. Test      |
| Wanderers Stadium        | Johannesburg   | 34.000    | 2. & 4. Test |
| Newlands Cricket Ground  | Kapstadt       | 25.000    | 3. Test      |
| Sahara Oval St George’s  | Port Elizabeth | 19.000    | 5. Test      |

## Kaderlisten
Die Mannschaften benannten die folgenden Kader:
| Test | Test |
| Südafrika | England |
| --- | --- |
| - Trevor Goddard (K) - Eddie Barlow - Colin Bland - Harry Bromfield - Sydney Burke - Glen Hall - Denis Lindsay (wk) - Mike Macaulay - Peter van der Merwe - Atholl McKinnon - Roy McLean - Joe Partridge - Tony Pithey - Graeme Pollock - Peter Pollock - Kelly Seymour - Derek Varnals - John Waite (wk) | - Mike Smith (K) - David Allen - Bob Barber - Ken Barrington - Geoff Boycott - Tom Cartwright - Ted Dexter - John Murray - Ken Palmer - Peter Parfitt - Jim Parks (wk) - John Price - Ian Thomson - Fred Titmus |

## Tests

### Erster Test in Durban
| 4. – 8. Dezember Scorecard | Durban | England 485-5d (190)                           | – | Südafrika 155 (74.5) & 226 (122.5) (f/o) |
|                            |        | England gewinnt mit einem Innings und 104 Runs |   |                                          |

England gewann den Münzwurf und entschied sich als Schlagmannschaft zu beginnen.

### Zweiter Test in Johannesburg
| 23. – 29. Dezember Scorecard | Johannesburg | England 531 (166.3) | – | Südafrika 317 (159.5) & 336-6 (140) (f/o) |
|                              |              | Remis               |   |                                           |

England gewann den Münzwurf und entschied sich als Schlagmannschaft zu beginnen.

### Dritter Test in Kapstadt
| 1. – 6. Januar Scorecard | Kapstadt | Südafrika 501-7d (179.2) & 346 (119.1) | – | England 442 (205.2) & 15-0 (8) |
|                          |          | Remis                                  |   |                                |

Südafrika gewann den Münzwurf und entschied sich als Schlagmannschaft zu beginnen.

### Vierter Test in Johannesburg
| 22. – 27. Januar Scorecard | Johannesburg | Südafrika 390-6d (146) & 307-3d (88) | – | England 384 (147.2) & 153-6 (87) |
|                            |              | Remis                                |   |                                  |

England gewann den Münzwurf und entschied sich als Feldmannschaft zu beginnen.

### Fünfter Test in Port Elizabeth
| 12. – 17. Februar Scorecard | Port Elizabeth | Südafrika 502 (189.1) & 178-4d (60) | – | England 435 (207.5) & 29-1 (19.2) |
|                             |                | Remis                               |   |                                   |

Südafrika gewann den Münzwurf und entschied sich als Schlagmannschaft zu beginnen.